# Pangar
Der Pangar ist ein Fluss in Kamerun.

## Verlauf
Der Pangar ist der wichtigste Nebenfluss des Lom. Der Fluss hat seine Quellen am Fuß des Ngaou-Ndal-Massivs. Er fließt zunächst über 100 km nach Süden. Nahe der Stadt Mbitom wendet er sich nach Osten. Seit dem Bau des Lom Pangar Reservoir mündet er ab hier, je nach Wasserstand, in selbiges. Vor dem Bau des Stausees mündete der Mboukou etwa 35 km oberhalb der Vereinigung des Pangar mit dem Lom. Heute ist dies vom Wasserstand im Reservoir abhängig.

## Lom Pangar Reservoir
Es befindet sich 120 km nördlich der Stadt Bertoua. Es liegt an einem hydrologischen Knotenpunkt, da es nur 4 km flussabwärts der Mündung des Pangar in den Lom und 13 km flussaufwärts der Vereinigung des Lom mit dem Djérem, die den Sanaga bilden, befindet. Es spielt neben der Energiegewinnung eine Rolle bei der Abflussregelung des Sanaga.